# Martin Crimp

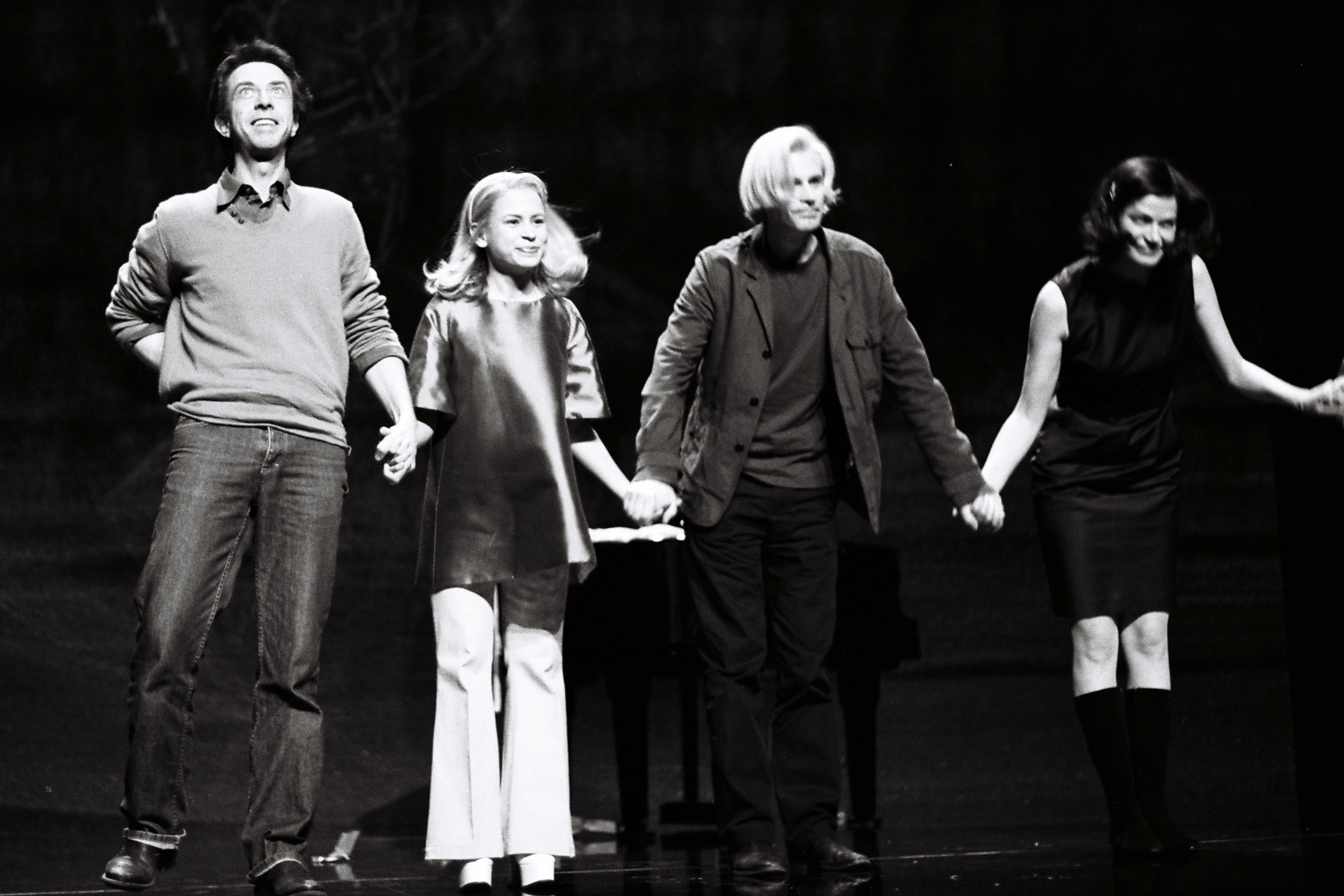
Martin Crimp (3. von links)

Martin Crimp (* 14. Februar 1956 in Dartford, Kent) ist ein englischer Dramatiker.

## Leben
Crimp ist Sohn eines Eisenbahnsignaltechnikers und wuchs in York auf. Er studierte in Cambridge englische Literatur. Seit den 1980er Jahren schreibt er pessimistische Dramen, bei deren Aufführung er eng mit der Regisseurin Katie Mitchell zusammen arbeitet, Hörspiele, Opernlibretti und Drehbücher, 2007 schrieb er etwa am Drehbuch von François Ozons Angel – Ein Leben wie im Traum mit.
Schon für Der Dreh erhielt er 1993 den John Whiting Award, doch erst Angriffe auf Anne, 1997 uraufgeführt am Royal Court Theatre, wo aus den sich widersprechenden Behauptungen verschiedener Leute auf den Charakter und das Leben der abwesenden Hauptfigur geschlossen werden soll, machte ihn zum internationalen Star. Das ebenfalls sehr erfolgreiche Stück Auf dem Land 2000 dreht sich um den Arzt Richard, der angeblich auf der Suche nach dem Idyll mit der Familie ins Grüne zieht, doch dort stellen sich die Lebensumstände komplexer dar, als eine Geliebte von ihm auftaucht.
Weniger Notfälle (2005) ist ein Stück über das Phänomen Amoklauf. Alles weitere kennen Sie aus dem Kino, eine Bearbeitung der "Phönizierinnen" des Euripides, wurde am 24. November 2013 im Schauspielhaus Hamburg uraufgeführt.

## Werke (Auswahl)
- Love Games, 1982
- Living Remains, 1982
- Dealing with Clair (deutsch: Der Handel mit Clair), 1988
- Play with Repeats (deutsch: Spiel mit Wiederholungen), 1989
- Getting Attention (deutsch: Das stille Kind), UA 1991
- The Treatment (deutsch: Der Dreh), UA 1993
- Attempts on her life (deutsch: Angriffe auf Anne), 1997 (in 20 Sprachen übersetzt)
- The Country, UA 2000, (deutsch: Auf dem Land), dt. EA 2001 in Bochum, inszeniert von Dieter Giesing
- Fewer Emergencies (deutsch: Weniger Notfälle), 2005
- Into the Little Hill, Libretto für die Oper von George Benjamin, 2006
- The City (deutsch: Die Stadt), 2008
- Written on Skin, Libretto für die Oper von George Benjamin, UA 2012
- The Rest Will Be Familiar to You from Cinema (deutsch: Alles weitere kennen Sie aus dem Kino), UA 2013, 24. November 2013 am Deutschen Schauspielhaus Hamburg
- In the Republic of Happiness (deutsch: In der Republik des Glücks), UA 2013, dt. EA 28. November 2013 am Deutschen Theater Berlin
- Lessons in Love and Violence, Libretto für die Oper von George Benjamin, UA 2018